# Ларин, Михаил Васильевич
Михаи́л Васи́льевич Ла́рин (род. 29 сентября 1947) — советский и российский историк-архивист, доктор исторических наук, профессор, заслуженный работник культуры Российской Федерации.

## Биография
В 1974 году окончил факультет государственного делопроизводства Московского государственного историко-архивного института, а в 1977 году — аспирантуру этого института и защитил кандидатскую диссертацию «Ведомственные органы рационализации и их деятельность по совершенствованию государственного аппарата и делопроизводства (1923—1932 гг.)». В 1977—1991 годах был ассистентом, затем доцентом кафедры основ государственного управления МГИАИ. В 1991—1993 годах был профессором, заведующим кафедрой права и управления Московского технологического института.
В 1993—2016 годах был директором ВНИИДАД. В 2000 году защитил докторскую диссертацию на тему «Управление документацией в организациях: проблемы истории и методологии». В 2002 году стал заведующим кафедрой автоматизированных систем документационного обеспечения управления РГГУ, а также профессором кафедры истории российской государственности Российской академии государственной службы.
Является членом редакционной коллегии журнала «Вестник архивиста».

## Основные работы
- Управление документацией и новые информационные технологии. — М., 1998.
- Государственность России. Конец XV века — февраль 1917 г. Словарь-справочник. В 6 кн. М., 1996—2009. (Член редколлегии).
- Управление документацией в организациях. — М.: Научная книга, 2002.
- Оформление служебных документов. — М., 2003. (В соавт. с А. Н. Соковой).
- Управление документами на основе международного стандарта ИСО 15489-21001. — М., 2005. (В соавт. с О. И. Рысковым).
- Летопись архивного дела в Российской Федерации 1990—2004 гг. — М., 2007. (Руководитель авт. коллектива).
- Электронные документы в управлении. Научно-методическое пособие. — М., 2005; изд. 2-е, доп. — М., 2008. (В соавт. с О. И. Рысковым).
- Документационное обеспечение управления в федеральных органах исполнительной власти в условиях административной реформы. Научный доклад. Депон. в ОЦНТИ по документоведению и архивному делу. — М., 2009. (Руководитель авт. коллектива).
- Документационное обеспечение управления проектами. — М., 2011. (В соавт. с М. М. Лариным).
- Зарубежный опыт управления электронными документами и организации их архивного хранения. Аналитический обзор. Федеральное архивное агентство, ВНИИДАД. — М., 2014.

## Награды и звания
- Орден Дружбы.
- медаль ордена «За заслуги перед Отечеством»|II степени.
- Заслуженный работник культуры Российской Федерации.
- Медаль «В память 850-летия Москвы».
- Почетный архивист Беларуси.
- Почетный архивист Монголии.